# Jeonju
Jeonju (del coreano: 전주), oficialmente Ciudad de Jeonju (en coreano: 전주시, Jeonju-si), es una ciudad en Corea del Sur, capital de la provincia de Jeolla del Norte. Tiene una población de 649 500 habitantes. Es un importante centro turístico famoso por la comida coreana, edificios históricos, actividades deportivas y festivales innovadores.

## Historia
Situada en la fértil llanura de Honam, famosa por producir fresas excepcionales, Jeonju ha sido un importante centro regional durante siglos. Fue la capital del reino Hubaekje, que fue fundado por Gyeon Hwon. También fue considerada como capital espiritual de la dinastía Joseon, y la familia real Yi se originó allí. La familia del primer líder de Corea del Norte, Kim Il-sung, es descendiente del clan Jeonju Kim, que tiene su sede ancestral (jjpon'gwan) en Jeonju.
La ciudad fue ocupada por el movimiento de los campesinos Donghak en 1894. Se le dio la condición metropolitana en 1935, y el rango de ciudad lo obtuvo en 1949.

## Ciudades hermanadas
- San Diego, California, EUA
- Suzhou, Jiangsu, China
- Kanazawa, Ishikawa, Japón
- Östersund, Jamtland, Suecia
- Popayán, Cauca, Colombia

## Galería

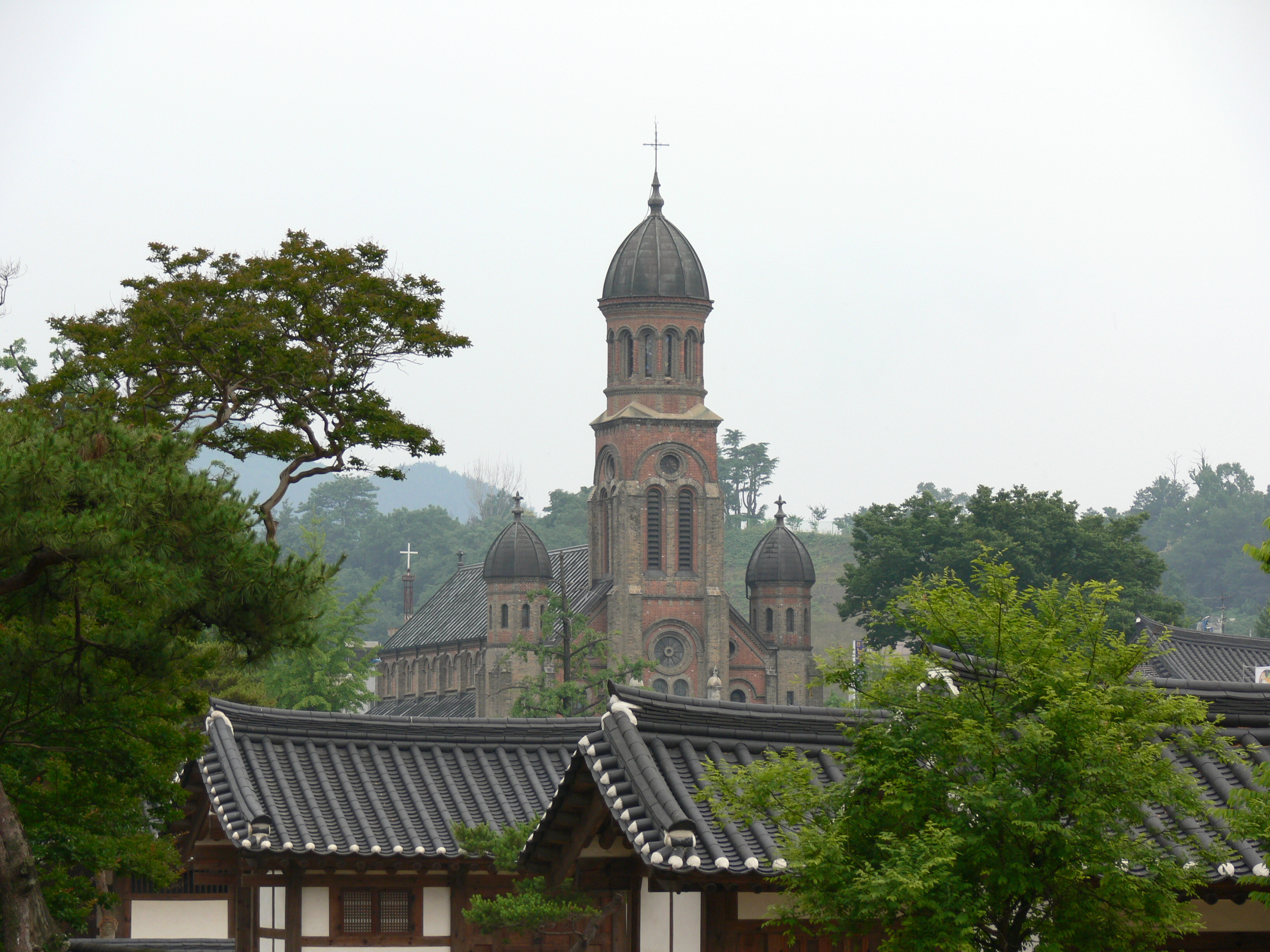
Iglesia católica de Jeondong.
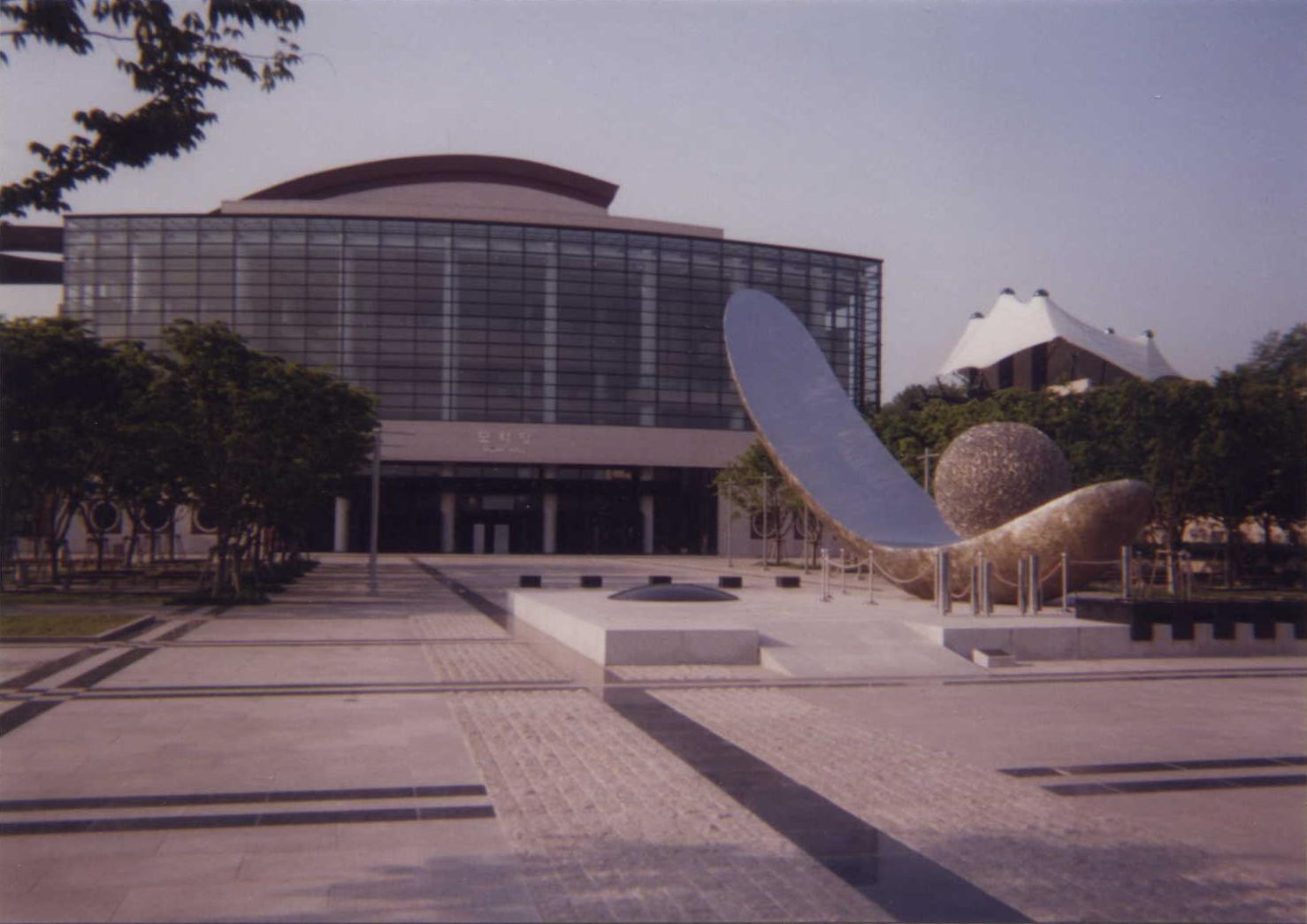
Centro de Arte Sori en Jeollabuk-do.
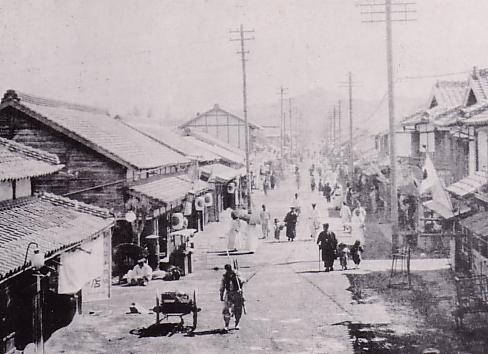
Central neighbourhood (Wansan District) of Jeonju during the period of Japanese rule
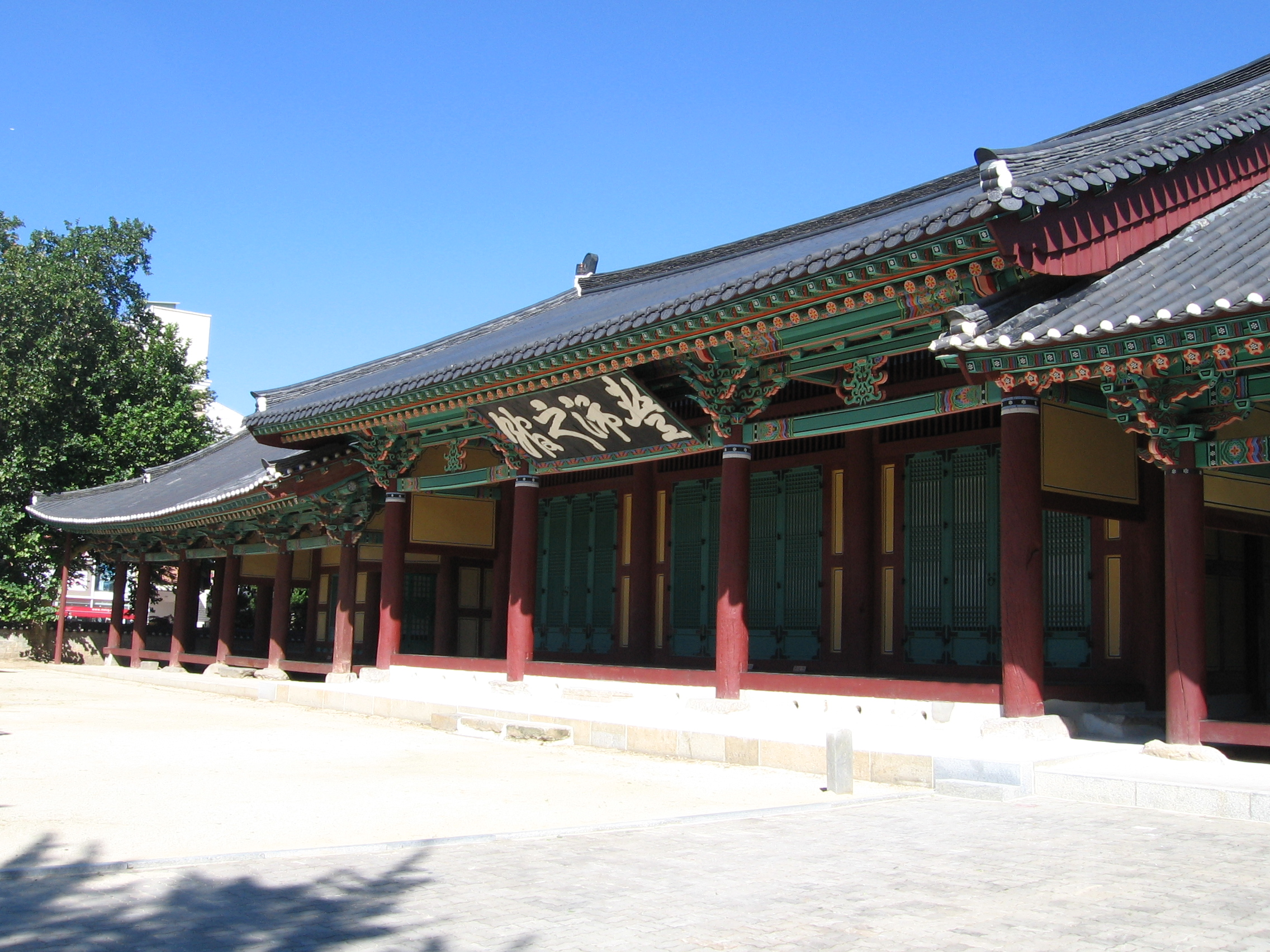
Jeonju Gaeksa
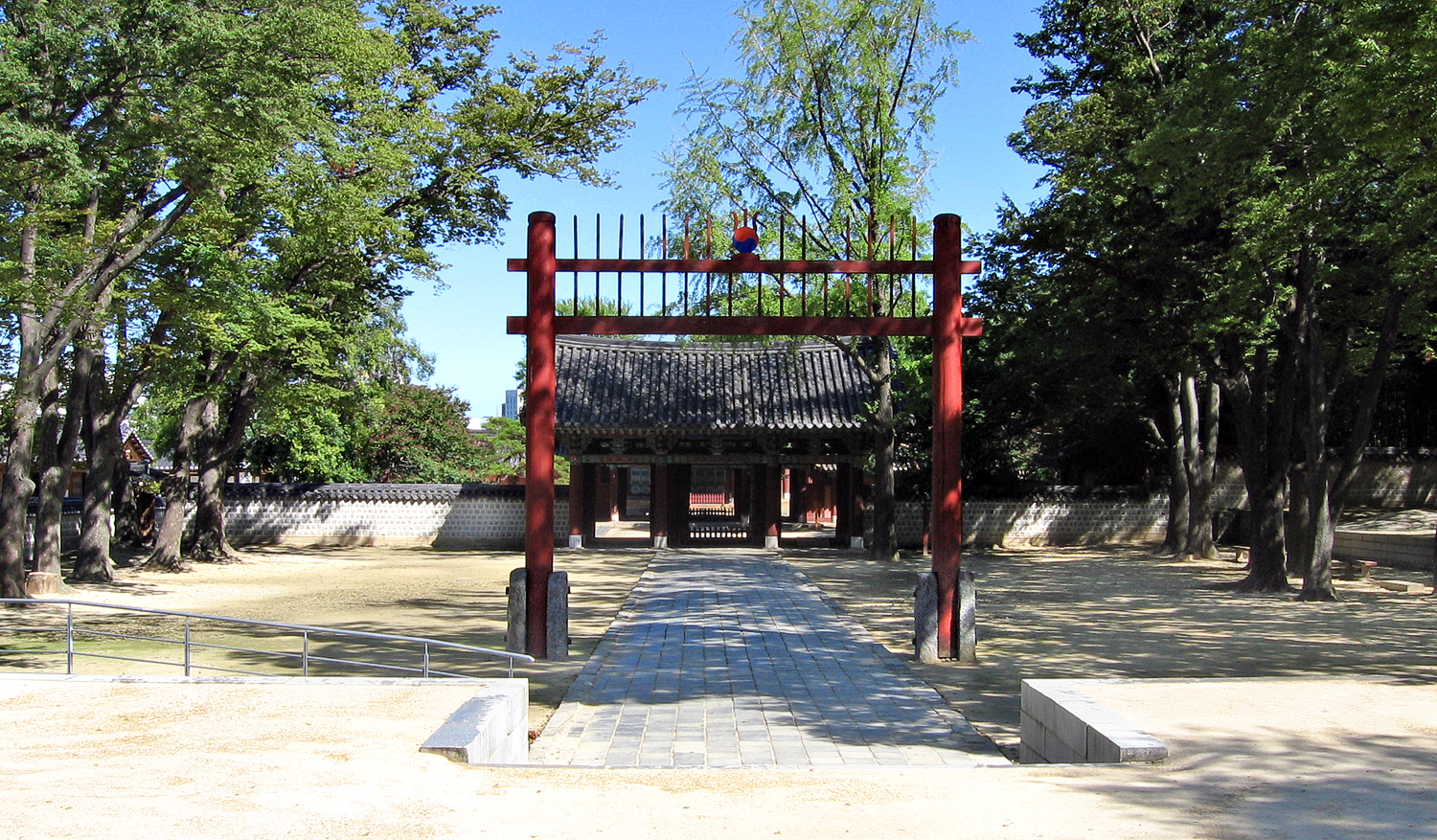
Jeonju Gyeonggi-jeon
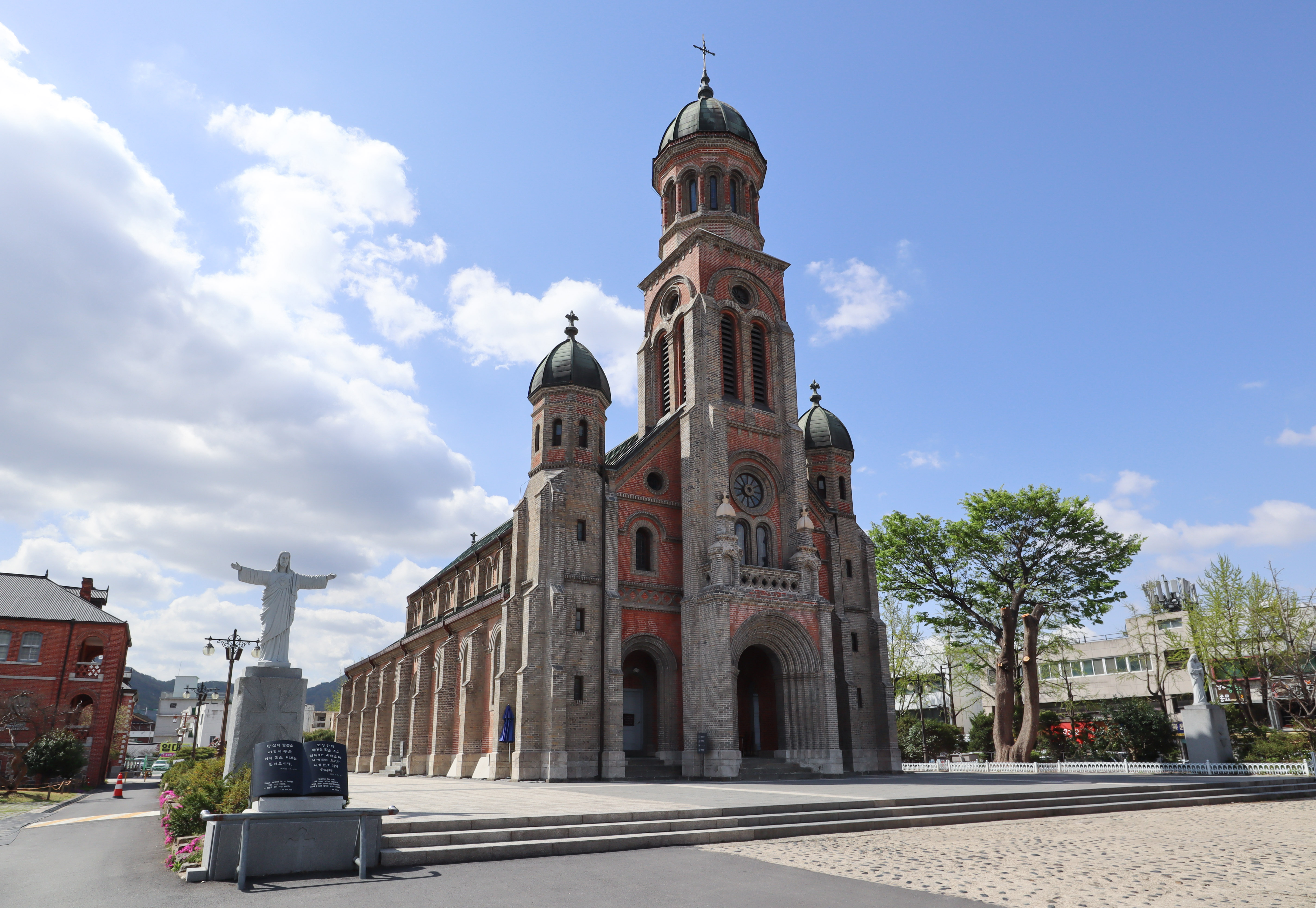
Jeondong Catholic Church.
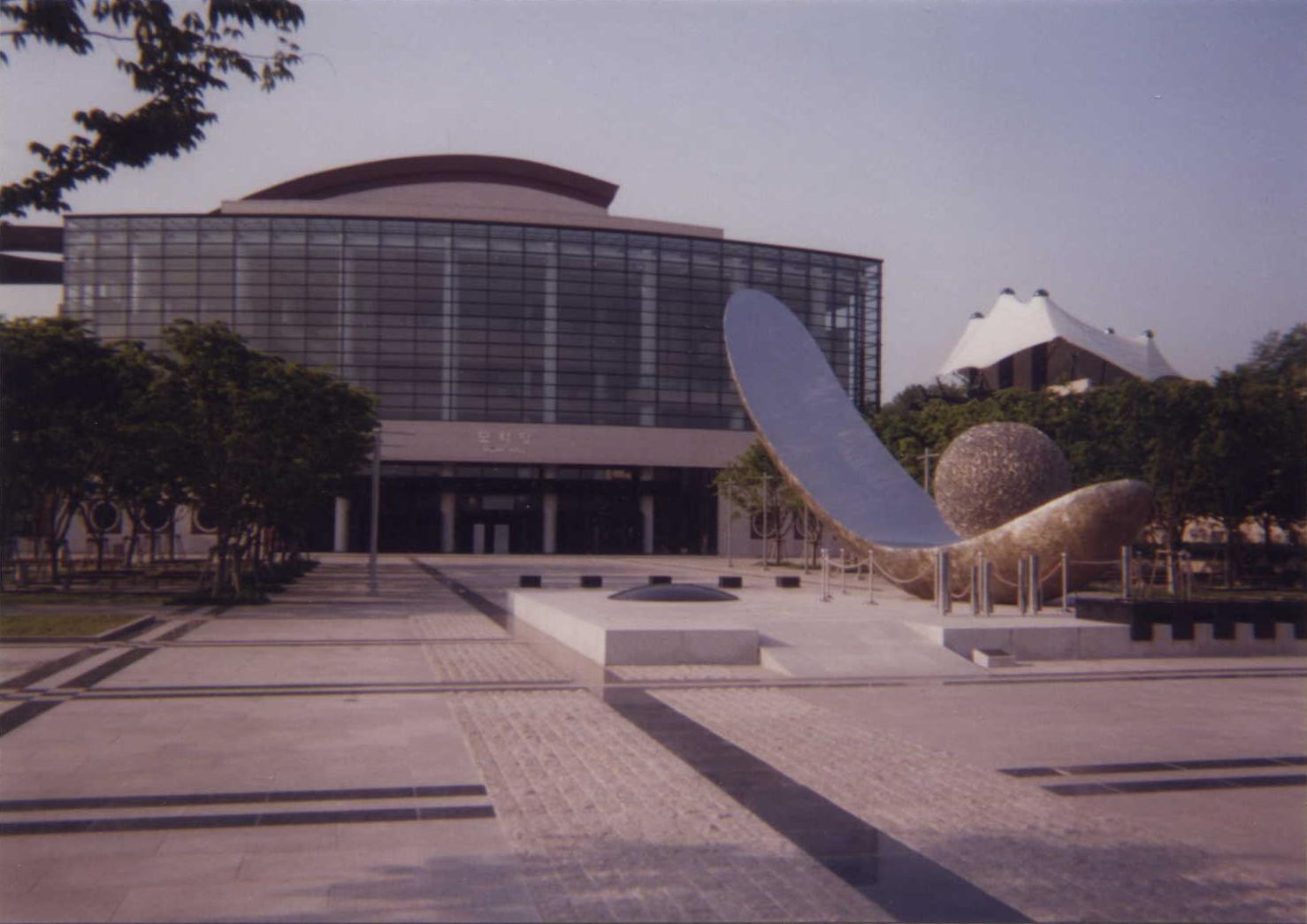
Sori Art Center of Jeollabuk-do.
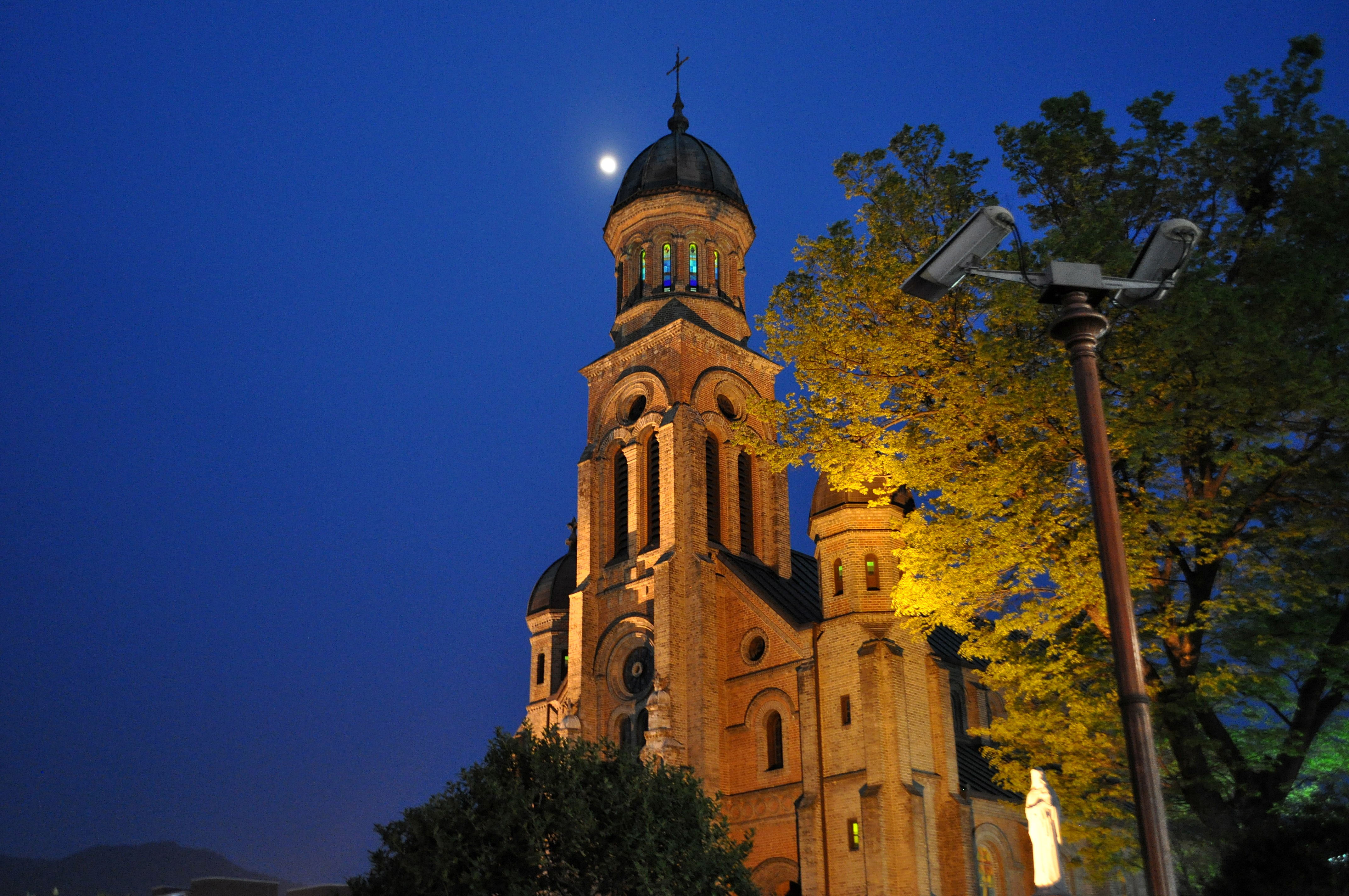
Night view of Jeondong Catholic Church.
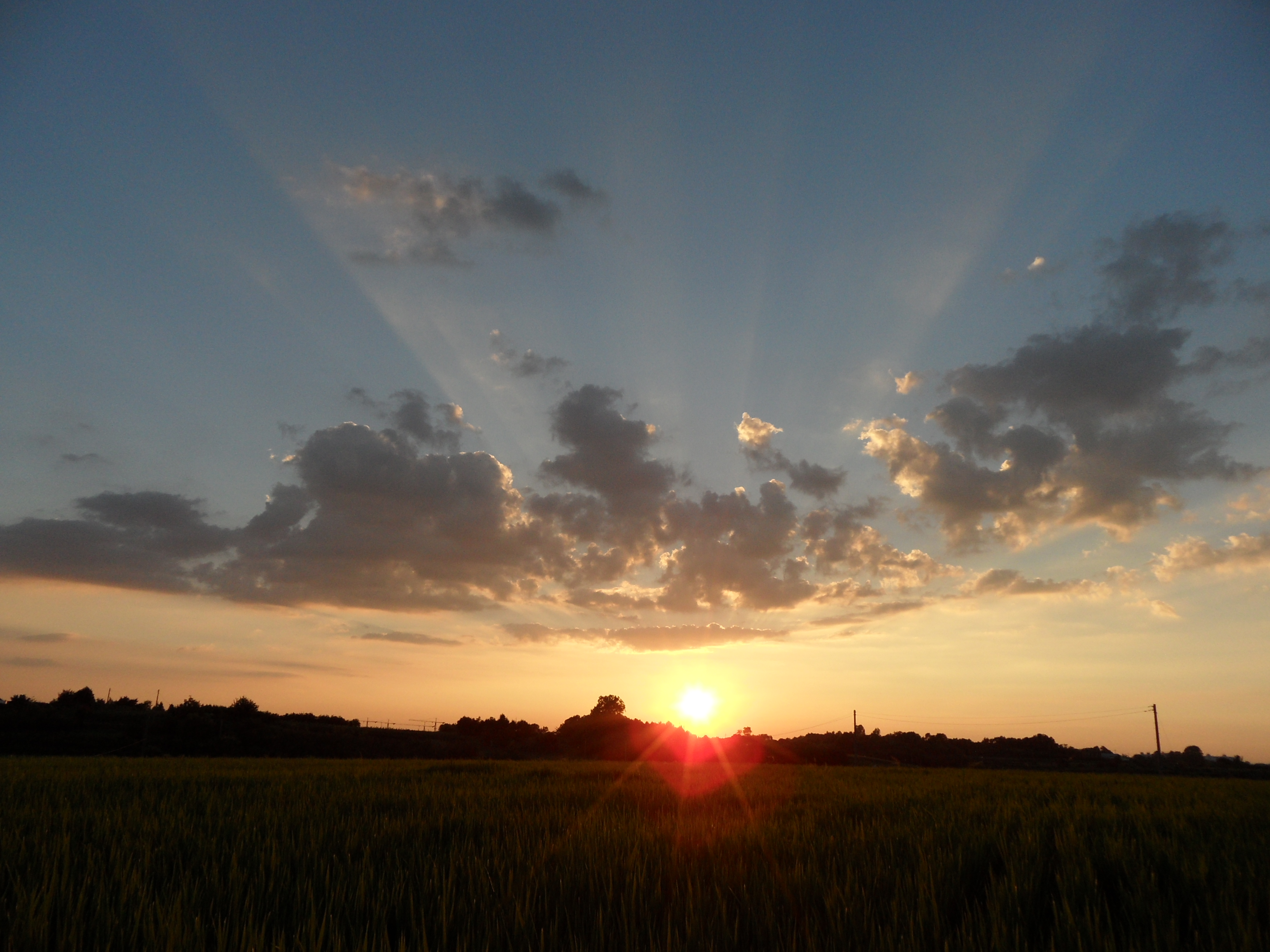
Jeonju outskirts at sunset (August 2012).
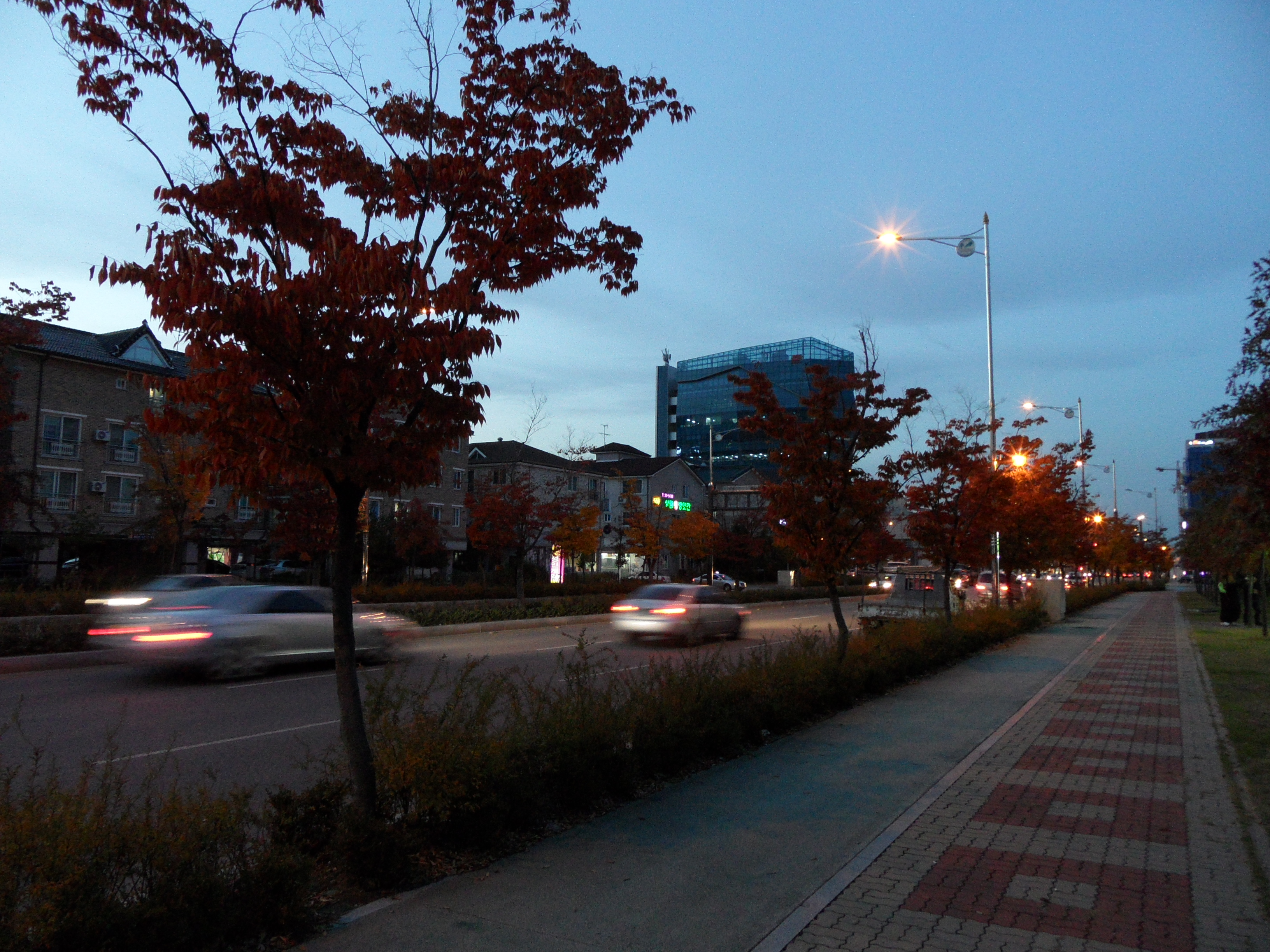
Bicycle lane with sidewalk - Jeonju, South Korea.
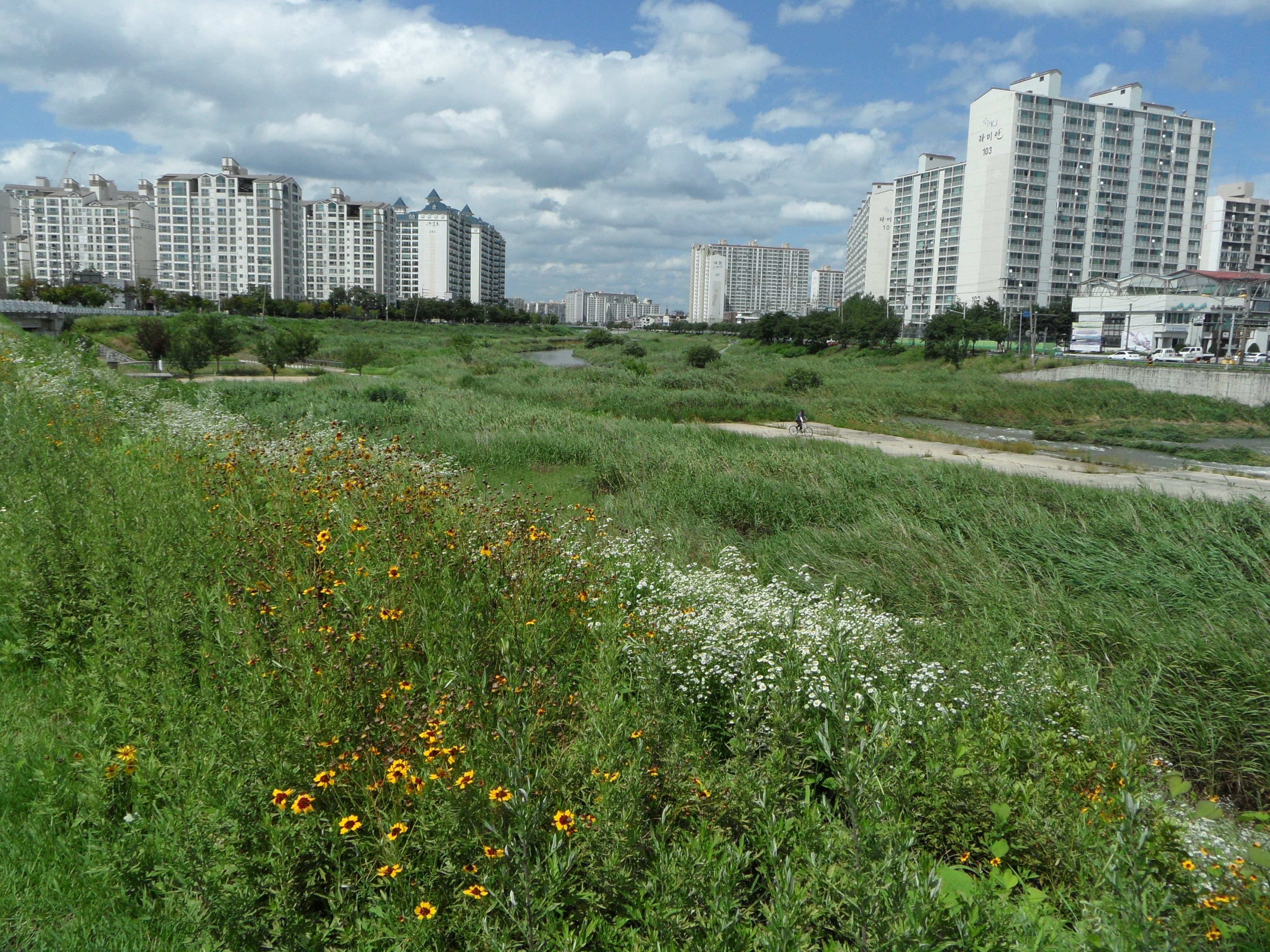
Trails along the Samcheon (river) - 2014.
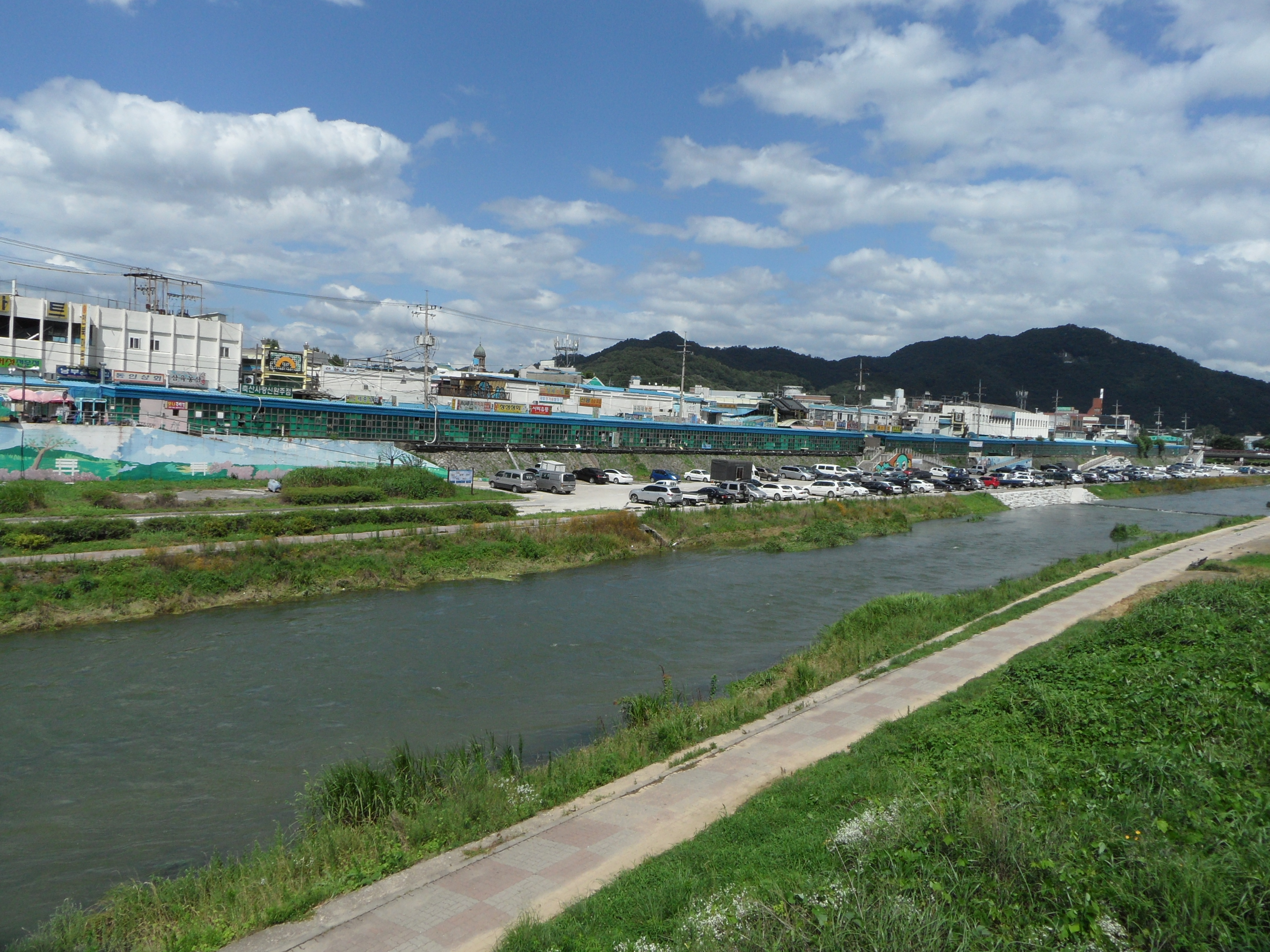
Along Jeonju River and across from Nambu Market.
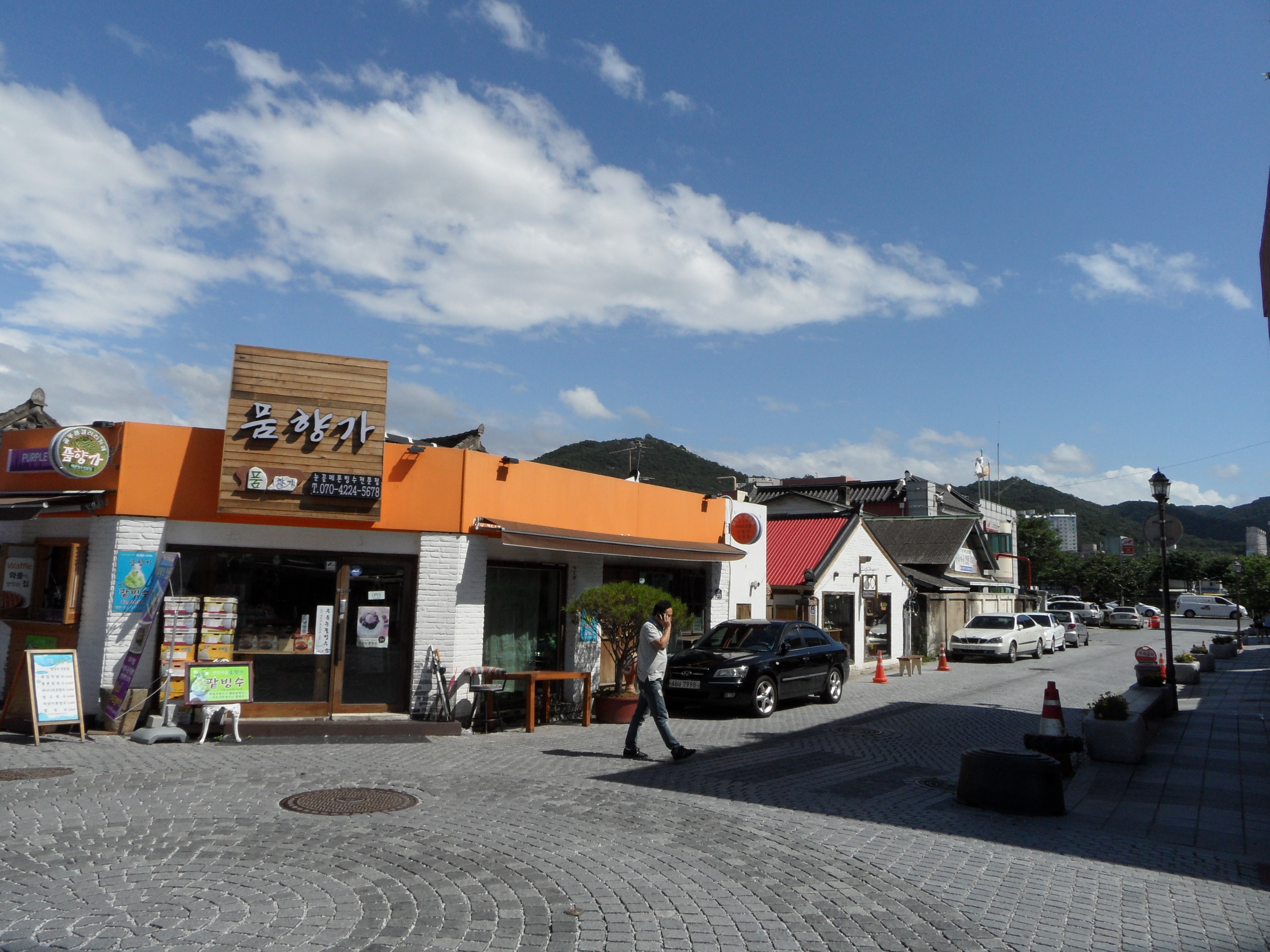
Hanok Village (Jeonju) - 2014 (1).
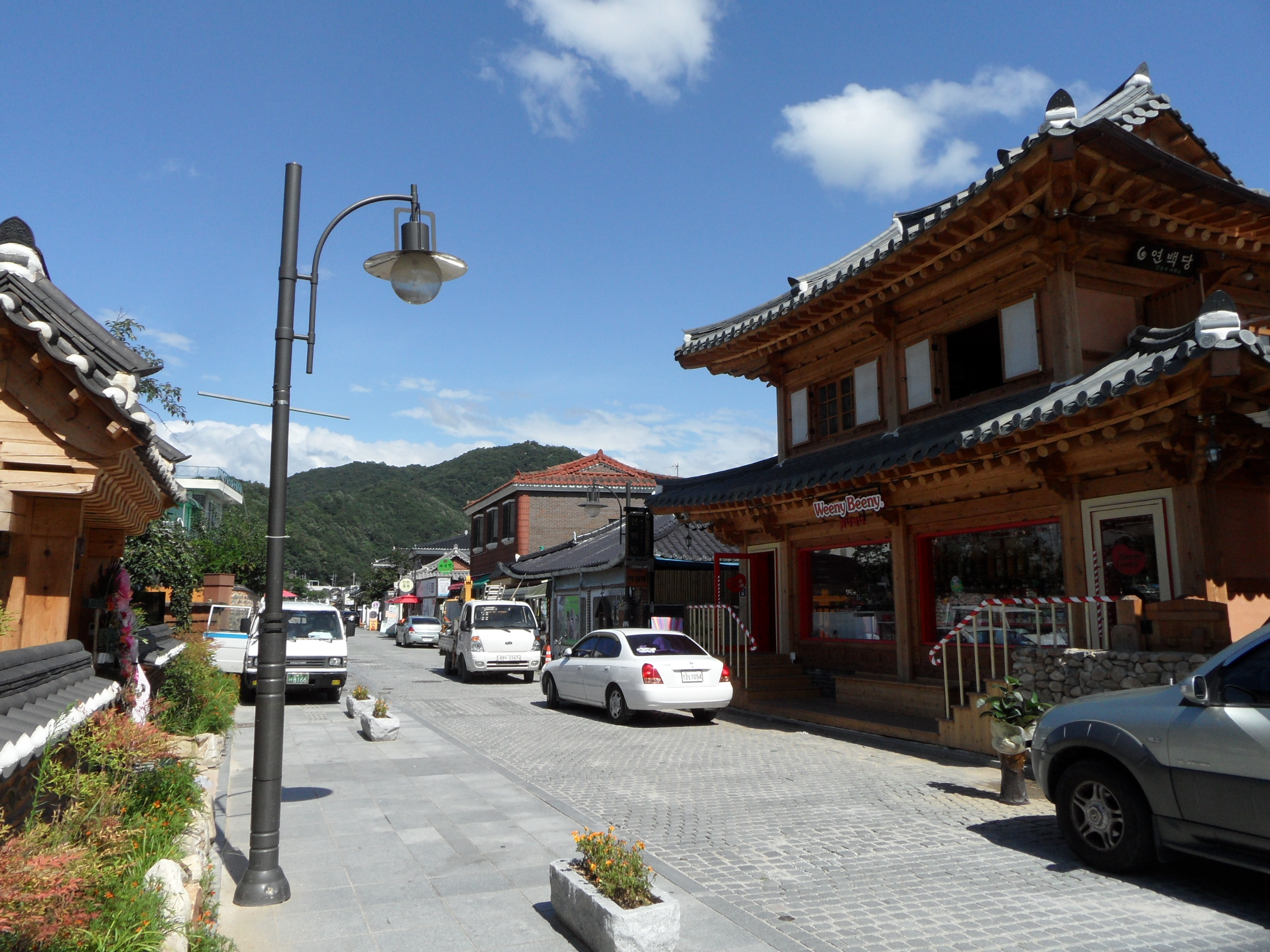
Hanok Village (Jeonju) - 2014 (2).
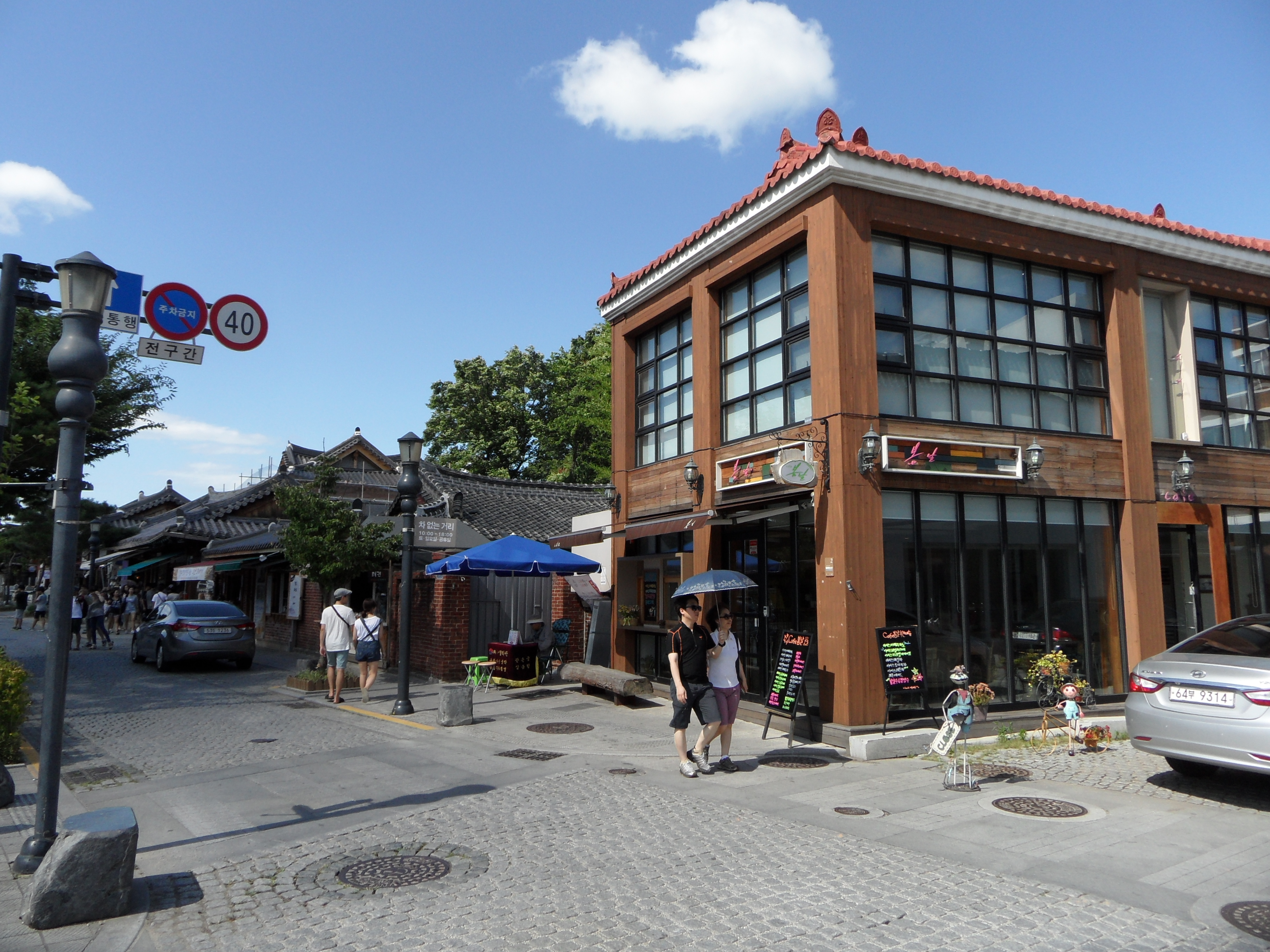
Hanok Village (Jeonju) - 2014 (3).
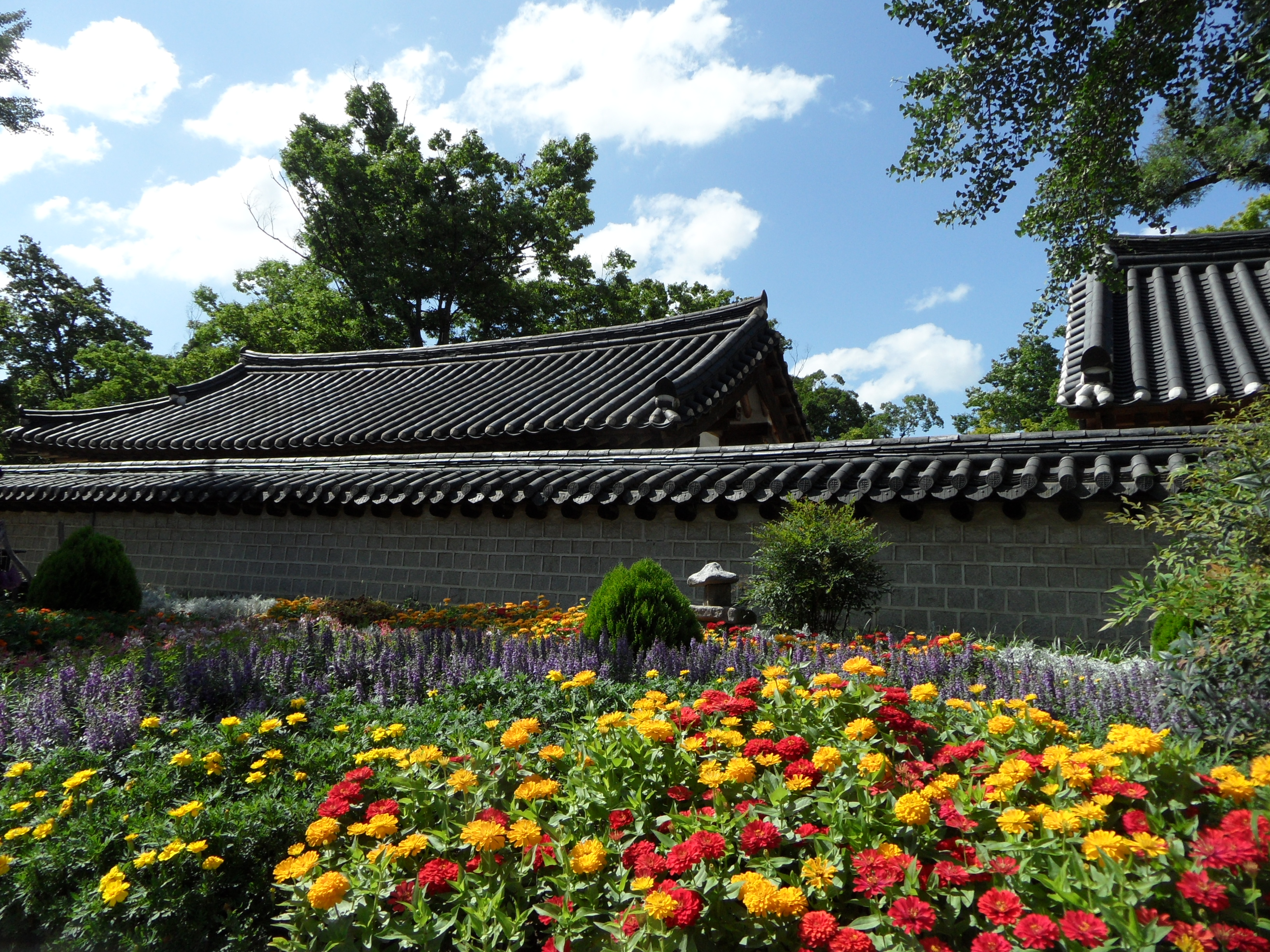
Gyeongi jeon entrance (2014).
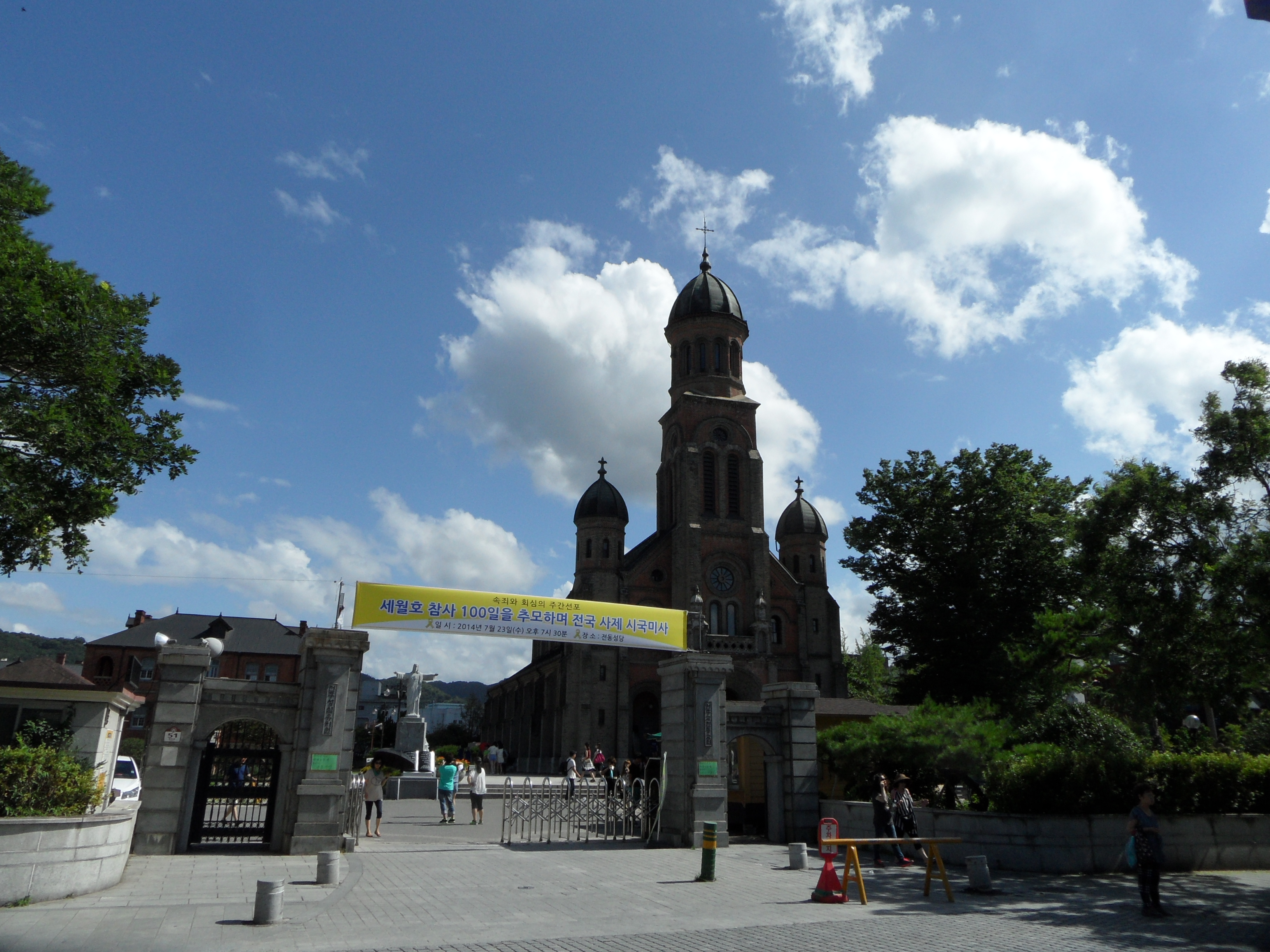
Jeondong Catholic Church (Jeonju) - 2014.
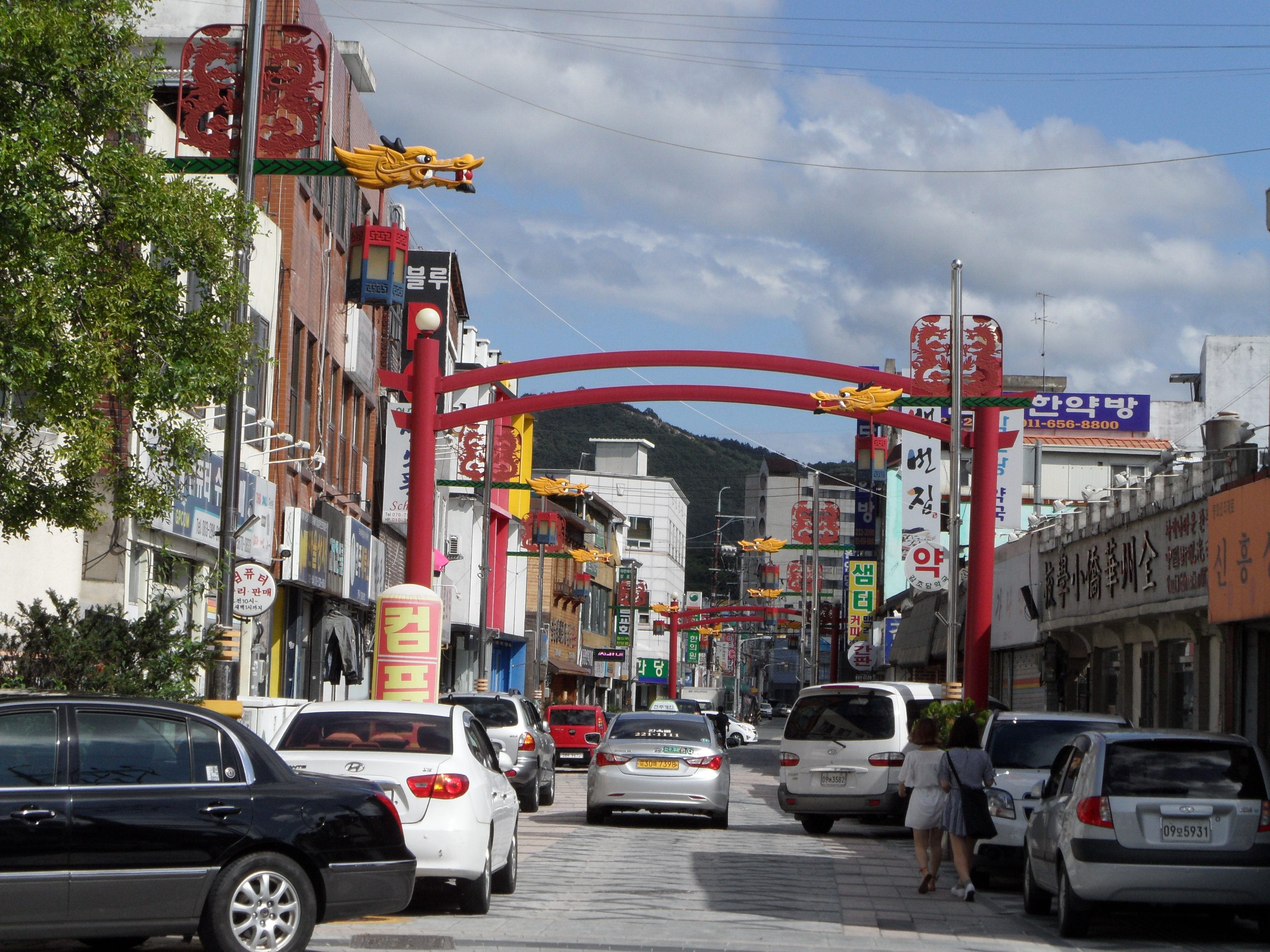
Jeonju Chinatown - 2014.
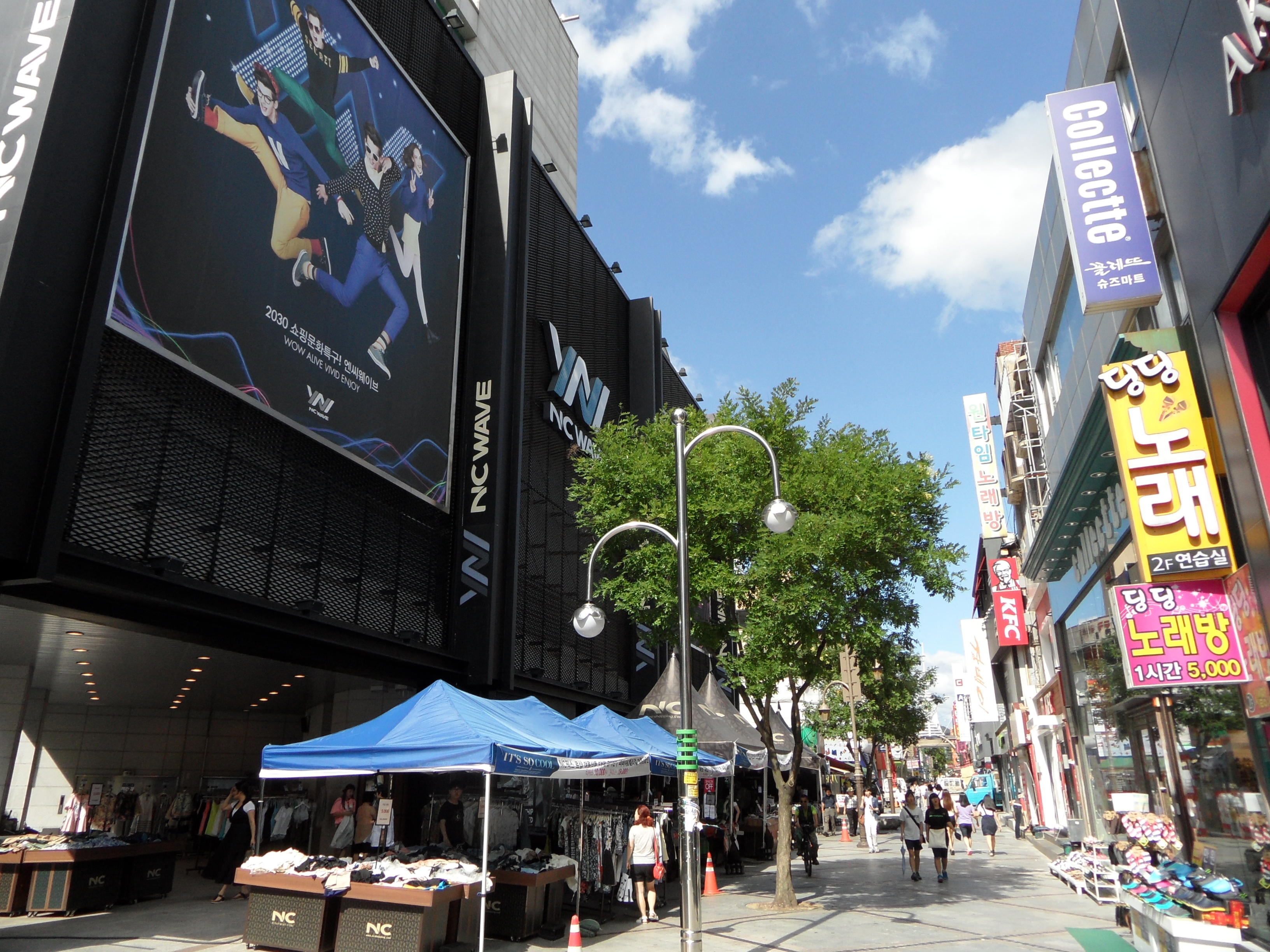
Gaeksa shopping area (Jeonju) - 2014.
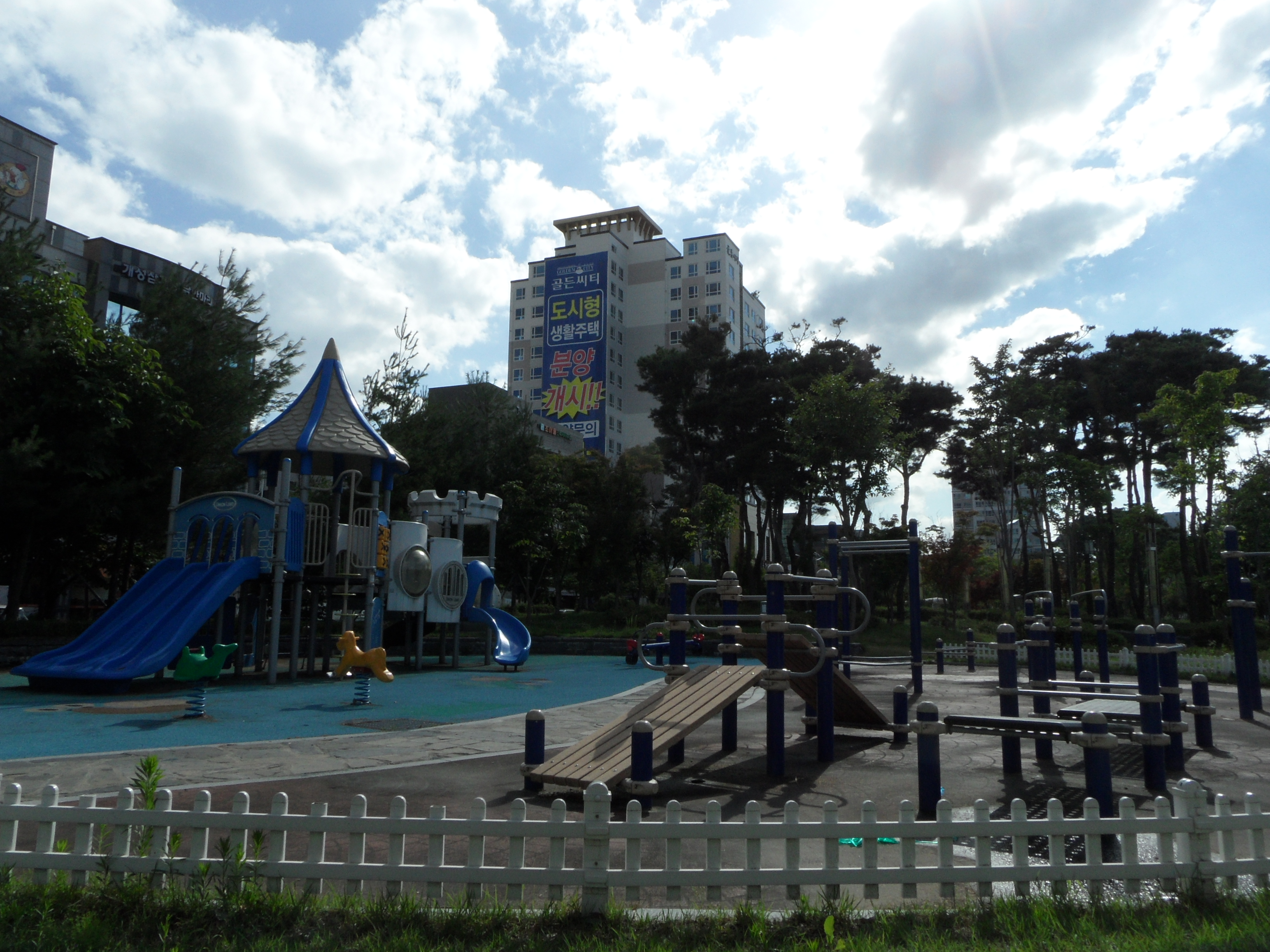
Outdoor city park (Jeonju, Hyoja Dong) - 2014.
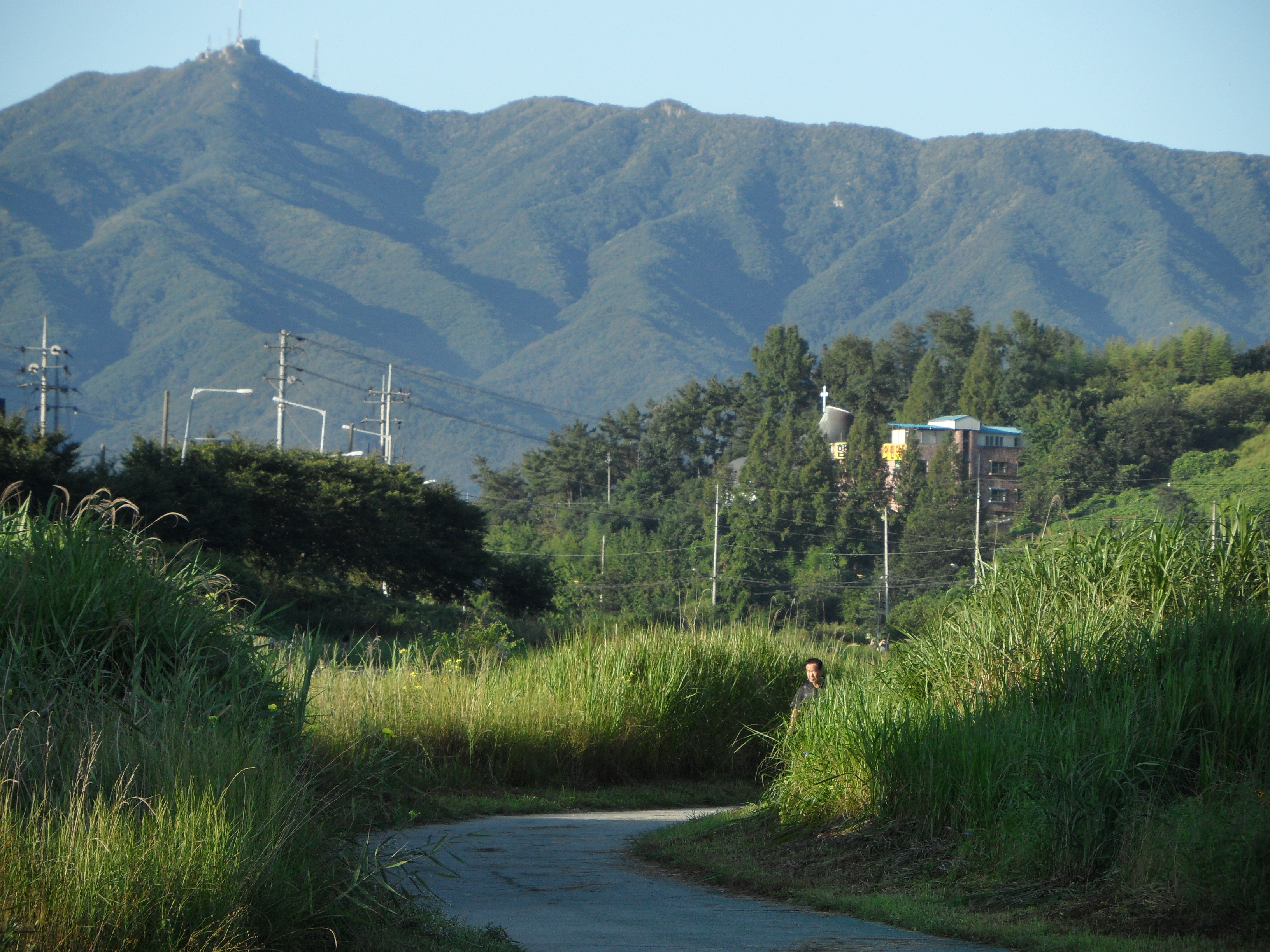
Jeonju trail network - 2014.
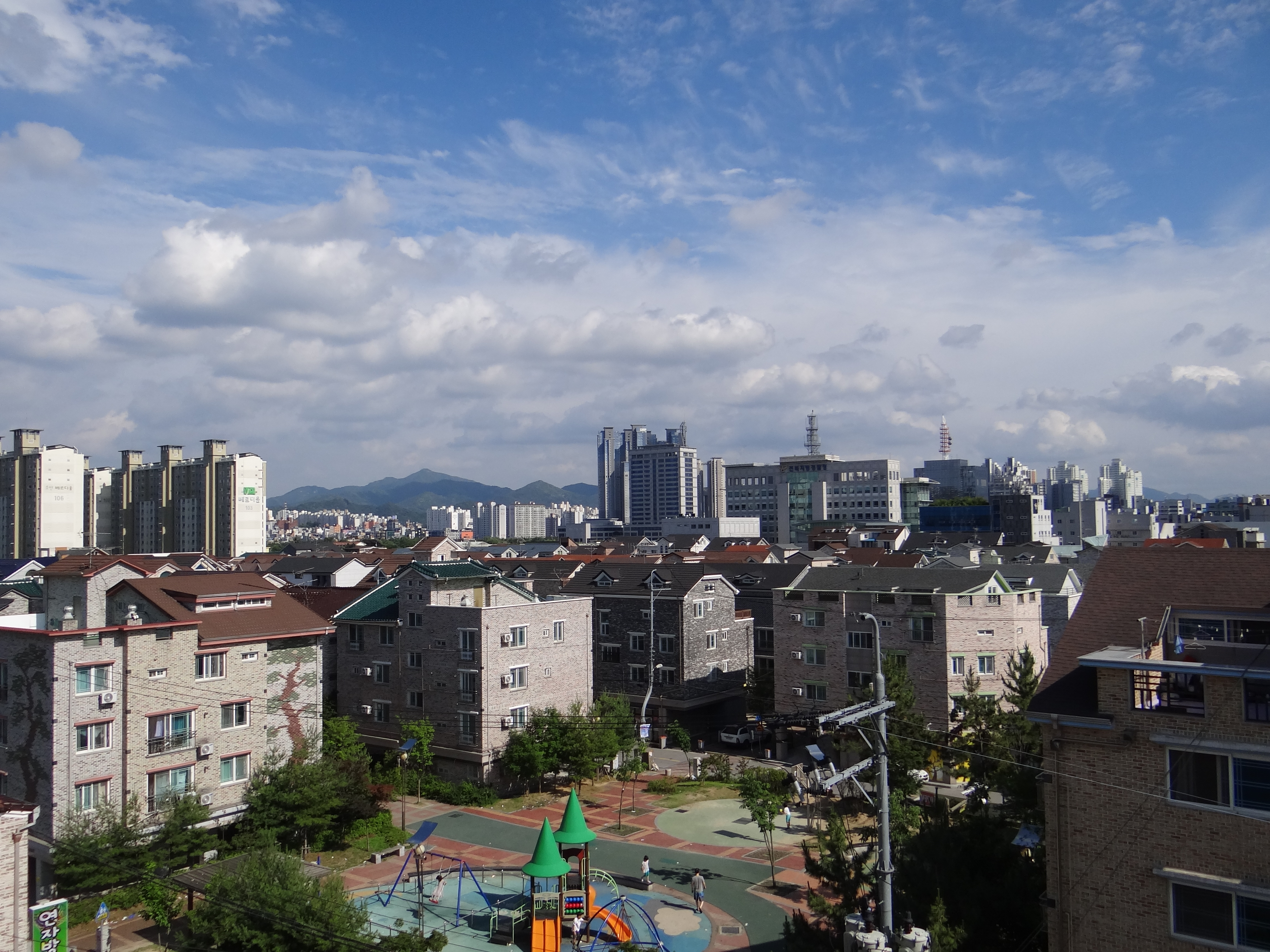
Jeonju, South Korea (View over Hyoja Dong) - June, 2016.
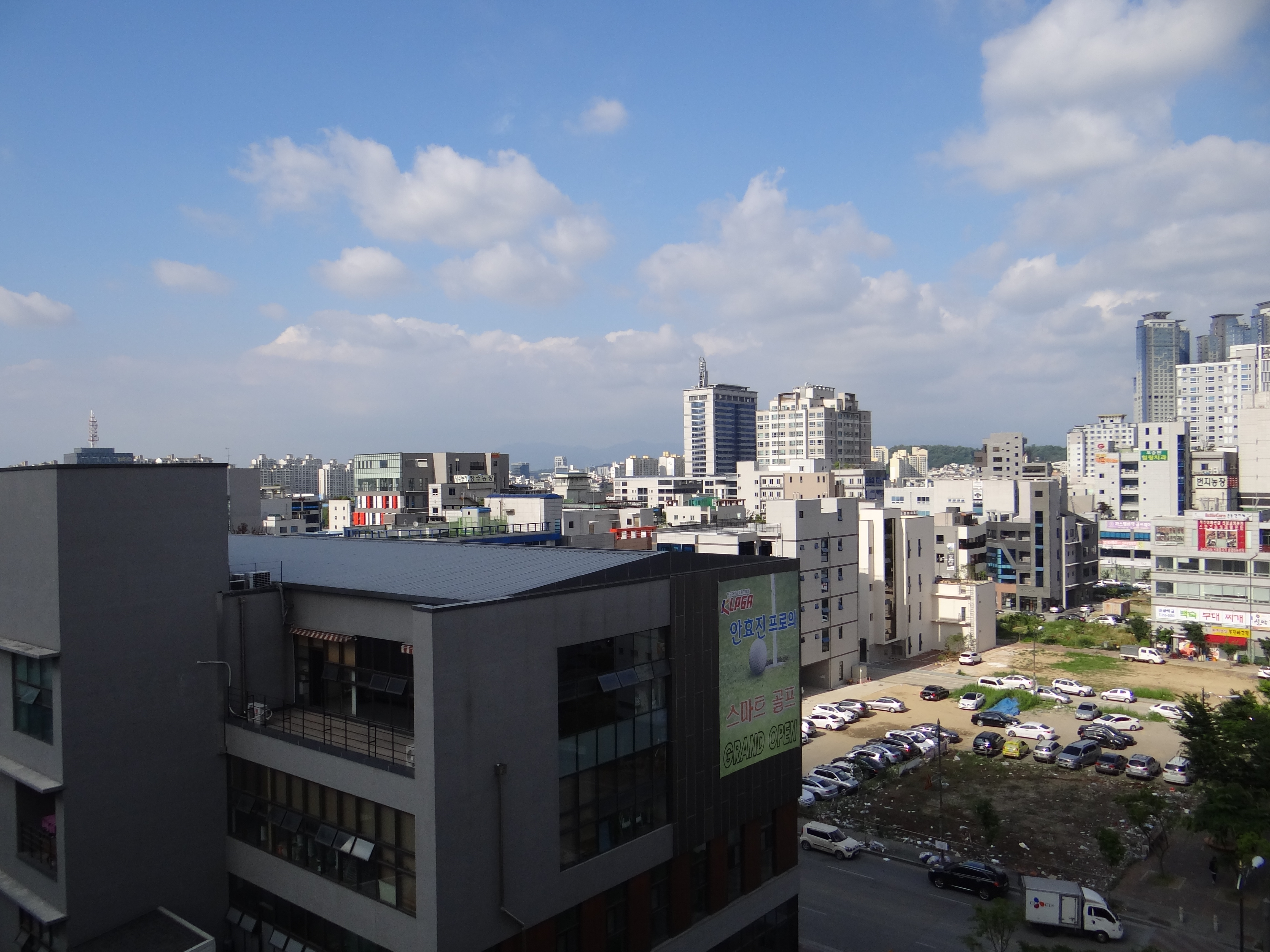
Jeonju, South Korea (View over Hyoja Dong) - June, 2016.